# ایجز (کنتاکی)
ایجز، کنتاکی (به انگلیسی: Ages, Kentucky) یک منطقهٔ مسکونی در ایالات متحده آمریکا است که در کنتاکی واقع شده‌است.

## خصوصیات
ایجز ۴۰۳٫۸۶ متر بالاتر از سطح دریا واقع شده‌است.